# الحكم الثنائي للسودان
الحكم الثنائي يطلق اصطلاحا في السودان على الاستعمار الإنجليزي المصري للبلاد منذ العام 1899 وإلى 1 يناير 1956م

## ما قبل الحكم الثنائي

### دخول الجيش التركي السودان سنة 1821 بتكليف من السلطان العثماني
في عهد والي مصر محمد علي باشا التي كانت تعرف باسم دولة الفونج.
انتصر الجيش التركي بقيادة إسماعيل كامل باشا ابن محمد علي باشا في كل المعارك التي خاضها حتي وصل الي مناطق الجعليين حيث قتل إسماعيل باشا وابيد جيشه بواسطة المك نمر ملك الجعليين بعد أن أساء إليه إسماعيل باشا امام اهله وعشيرته، وحينما علم والده محمد على باشا بالأمر أرسل حملة تأديبية بقيادة الدفتردار انتقاماً لمقتل ابنه إسماعيل والذي احتل البلاد واستطاع دخول سنار عاصمة المملكة والقضاء على آخر ملوكها محمد ود عدلان.
وبعد ستين عاما من الحكم العثماني للبلاد ثار محمد أحمد المهدي على حكم الخلافة العثمانية في السودان ودارت أولى معاركه مع الجيش المصري 
في قرية الجزيرة أبا عام 1881 م واستطاع بعد معارك عديدة أن يسيطر على الخرطوم عاصمة البلاد في يناير / كانون الثاني من العام 1885 م حيث تم قتل الحاكم العام (غوردون باشا)وبعد مضي بضعة أشهر توفي المهدي ودفن بمدينة أم درمان. وتولى الحكم بعده خليفته عبد الله التعايشي وسط معارضة واسعة من أنصار المهدي واهله الذين رأوا في الخليفة شخصا أقل منهم درجة. 
استطاع الخليفة بالحزم والعنف أن يسيطر على البلاد، وقام باستدعاء أهله وأنصاره من غرب البلاد إلى العاصمة التي تم نقلها إلى أم درمان لدعمه ومساندته واتسمت فترة حكمه بالاضطراب والعنف والفتن الداخلية.
وكانت قد شتعلت في بريطانيا بعد مقتل غوردون حركة تتطالب بالانتقام له بإرسال حملة إلى السودان. فوصل السير درموند وولف إلى الآستانة عاصمة الخلافة العثمانية في 22 أغسطس / آب 1885 حيث وقع اتفاقاً مع السلطان العثماني في 24 أكتوبر / تشرين الأول 1885 يقضي بارسال حملة مصرية للسوادن بقيادة إنجليزية للقضاء على الثورة المهدية واعادة السودان إلى حكم الخلافة.

## معارك السودان ضد الإنجليز

### الحملة إلى دنقلا
تحرك الجيش «الإنجليزي المصري» نحو السودان تمهيداً لإسترداده والقضاء على الثورة المهدية بقيادة سردار الجيش الجنرال كتشنر في مايو / أيار 1896 بعدما وصلت معلومات إلى اللورد كرومر بوصول الفرنسيين إلى السودان في سعيهم للوصول إلى فشودة . وصل كتشنر إلى عكاشة وحدث أول اشتباك كبير وهزيمة كبيرة للمهديين في فركة في 7 يونيو / حزيران وواصل الجيش تحركه إلى كوشة حيث ألحق هزيمة أخرى بالمهديين في 19 سبتمبر / أيلول بالحفير فتقهقر جيش المهديين بقيادة ود بشارة إلى دنقلا بعد إصابته ثم اخلائها ودخلها الجيش الغازي بدون مقاومة في 23 سبتمبر / أيلول 1896 ثم دخل مروي في 26 من الشهر ذاته وبذلك أنهى كتشنر مهمته وأسس قاعدة للجيش الإنجليزي المصري تمهيداً لإعادة السودان إلى الخلافة العثمانية وعاد بعدها إلى القاهرة في 13 أكتوبر / تشرين الأول 1896.

### حملة النيل
بعد الانتصارات التي حققها هيربرت كتشنر (قائد حملة الغزو) في حملة دنقلا عاد إلى بريطانيا لطلب المواصلة في غزو السودان والحصول على إمدادت عسكرية. ومن هناك رجع إلى السودان على رأس حملة أكبر لمواصلة الغزو وتحرك عبرالخط الحديدي الذي قام بمده من حلفا إلى أبو حمد.

### موقعة عطبرة
في يونيو / حزيران سنة 1897م تحركت قوات الأمير محمود ود أحمد من مدينة أم درمان لمنع العدو من التقدم نحو المتمة، وطلب الخليفة من عبد الله ود سعد كبير الجعليين إخلاء المدينة ولكنه رفض. وهنا أمر الخليفة عبد الله قتله فقتل وهكذا كانت نهاية الفتنة.التقى جيش الأمير محمود ود أحمد بجيش عثمان دقنة في فبراير / شباط 1898 و عسكرا في النخيلة بالقرب من عطبرة. أما كتشنر فقد نزل في رأس الهودي حتى يمنع قوات المهدية من الالتفاف حوله. ودارت المعركة بين القوتين في صبيحة يوم 6 أبريل / نيسان 1898 وانتصر كتشنر بسب السلاح المتقدم.

### موقعة كرري
صمم الخليفة عبد الله على المقاومة فقام ببناء الطوابي (جمع طابية) استعداد للمواجهة وتقدم الغزاة نحو أم درمان بالبواخر والمركاب وبجيش يتجاوز عدده الخمس وعشرين ألف مقاتل. وفي أول سبتمبر / أيلول 1898، بدأت المعركة بضرب ضريح المهدي في أم درمان وفي صبيحة اليوم الثاني من الشهر نفسه بدا جيش المهدية الهجوم ودارت معركة حامية الوطيس في كرري انتصر فيها الغزاة وخلفت المعركة أرتالا من الشهداء .دخلت القوات الغازية أم درمان وقد استباح العدو مدينة أم درمان لثلاثة أيام بعد أن اخلاها فرسان المهدية من أمثال عثمان دقنة و علي ود حلو و شيخ الدين وقد توجة قادة المهدية تحت قيادة الخليفة نحو غرب البلاد للانضمام إلى بقية قوات المهدية استعدادا لمواصلة الجهاد .
بعد معركة كرري بيومين رُفِع العلمين المصري والإنجليزي على أنقاض سراي غوردون إيذانا ببدء الحكم الثنائي الإنجليزي المصري 1889-1956

### موقعة ام دبيكرات
في 24 نوفمبر / تشرين الثاني 1889 دارت معركة ام دبيكرات واستشهد فيها الخليفة عبد الله التعايشي، الخليفة علي ود حلو، الأمير أحمد فضيل، الأمير شيخ الدين.

## استرداد السودان
ذهب كتشنر إلى إنجلترا في مايو / أيار 1897 ليحصل على موافقتها على استكمال حملته على السودان محذراً من أن توطد فرنسا نفوذها في فشودة ولن يمكنه آنذاك تجنب الحرب مع فرنسا وسرعان مع حصل على موافقة البرلمان الإنجليزي فعاد إلى القاهرة وفي 8 يوليو / تموز 1896 غادر القاهرة إلى مروي ليبدأ العمليات الحربية في 29 يوليو/ تموز 1896 واستطاع هزيمة المهديين في معركة أبو حمد وأسر قائدهم ثم واجههم في معركة عطبرة 8 إبريل / نيسان 1897 حيث واجه جيشاً كبيراً للمهديين قوامه 20 ألف مقاتل وهزمهم ثم اسرع في تقدمه نحو أم درمان حيث وقعت معركة فاصلة مع الجيش المهدي الذي بلغ قوامه نحو 50 ألف مقاتل وانتصر فيها الجيش البريطاني المصري وانسحب الخليفة علي ودحلو وأركان جيشه وقتل أخوه يعقوب وظل مطارداً لمدة سنة بعد تلك الموقعة. وفي 4 سبتمبر / أيلول 1899 دخل كتشنر الخرطوم ورفع العلمين المصري والبريطاني وقامت بريطانيا بإرسال بيان إلى الحكومة المصرية قالت فيه «إن لبريطانيا حق الاشتراك في حكم السودان بما ضحت من المال والرجال». وفي 24 نوفمبر / تشرين الثاني 1899 تم قتل الخليفة عبد الله وأكثر أمراءه وأسر بقية أمراءه وذلك في معركة ام دبيكرات.

## توقيع اتفاقية الحكم الثنائي
في العام 1899م تم توقيع اتفاقية الحكم الثنائي بين بريطانيا ومصر وسمحت بموجبها برفع العلمين البريطاني والمصري فوق السودان ومن نصوص الاتفاقية:
- رفع العلمين البريطاني والمصري على ألاراضي السودانية(عدا بعض المناطق فيرفع فيها العلم المصري فقط).
- يكون الحاكم العام للسودان بريطانياً ومعاون الحاكم مصري.
- تتحمل الحكومة المصرية كافة النفقات في السودان.
- إلغاء الامتيازات الأجنبية في السودان.

قال البعض إن تلك الإتفاقية استعماراً مصرياً بريطانياً للسودان ولكن المدقق في الأمر يجد إن مصر كانت محتلة ولا تملك من أمرها شيئاً وظهر هذا الأمر في الأمر البريطاني بإخراج الجيش المصري من السوادن بعد اغتيال السير لي ستاك حاكم عام السودان كما إن عودة الجيش المصري للسوادن كان طبقاً لإتفاقية الآستانة الموقعة بين بريطانيا والسلطان العثماني. 
كذلك دخول مصر للسودان في المرة الأولى كان بأمر من الخليفة العثماني لواليه في مصر محمد علي باشا. ما إن تمكنت القوات البريطانية المصرية بقيادة الجنرالين كتشنر وونجت من القضاء على دولة المهدية في معركتي كرري وأم دبيكرات في عام 1898 - 1899 م حتى ظهرت قضية تحديد مستقبل السودان السياسي. فبريطانيا التي هيمنت آنذاك على شؤون مصر والسودان هيمنة فعلية، لم ترد ضم البلاد لممتلكاتها لأسباب متعددة، أهمها أن ذلك سيشكل عبئاً مالياً ثقيلاً على خزانتها. وكذلك لم ترد بريطانيا ضم السودان لممتلكات الإمبراطور العثماني على أن يحكمه خديوي مصر باسمه - كما كان الحال قبل انتصار الثورة المهدية في 1885 م - لأسباب، أهمها أن ذلك سيحرم بريطانيا من السيطرة على السودان ذي الموقع الاستراتيجي الهام لأمن الإمبراطورية وسلامتها. وفي الواقع إن بريطانيا أرادت أن تخلق في السودان نبتاً شيطانياً يمكنها من السيطرة الفعلية على شؤونه، على أن تتكفل مصر بتبعات ذلك الاحتلال المالية مقابل منحها بعض الامتيازات الثانوية فيه. وقد تم ذلك من خلال اتفاقية الحكم الثنائي التي فرضتها بريطانيا على مصر، ووقعها اللورد كرومر - مهندس هذه الاتفاقية - وقنصل بريطانيا في مصر (1883 - 1905 م) وبطرس غالي وزير الخارجية المصري في 19 يناير 1899 م. وبالرغم مما فيها من مآخذ اعترف بها كرومر نفسه، شكلت هذه الاتفاقية - التي سميت اتفاقية الحكم الثنائي - آلية الإدارة الاستعمارية البريطانية في السودان طوال سيطرتها عليه لأكثر من خمسين عاماً. ولعل أهم مواد هذه الاتفاقية - التي أقامت نظاماً لم يكن له مثيلٌ في القانون الدولي - أنها ركزت كل السلطات المدنية والعسكرية في يد ضابط بريطاني سمي »الحاكم العام«. إذن فإن تسمية تلك الحقبة بـ»العهد الثنائي الأنجليزي - المصري« تسمية مبهمة وغير دقيقة، إذ أن بريطانيا كانت هي الحاكم الفعلي للبلاد طوال تلك الفترة التي تعرف الآن بالعهد الاستعماري الثاني للسودان
¤رسمت حدود السودان

## أزمة الحكم الثنائي
في عام 1924 تم اغتيال السير لي ستاك حاكم عام السودان في شارع أبو الفداء بالقاهرة وتم إثر ذلك بداية الأزمة بين الحكومة المصرية والبريطانية إذ قررت الثانية مسؤلية الأولى في الحادث وترتب عليها إخراج الجيش المصري من السودان.. ومما زاد تعقد الوضع هو تضامن عدد من الضباط السودانيين مع المصريين واندلعت في البلاد ما سمي بثورة 24 بقيادة علي عبد اللطيف وآخرون.
تم إخماد الثورة وقتل قادتها وأسر علي عبد اللطيف ثم نفيه في عام 1925م لاحقا إلى مصر وتم طرد الجيش المصري من السودان.
دللت أزمة ثورة 24 على أن الوجود المصري بالسودان لم يكن استعماراً مصرياً بل احتلالاً بريطانياً للسودان.

## الحركة الوطنية والحكم الثنائي
الحركات الوطنية 
أولا:- حادثة دينية سجلها التاريخ بحادثة الشكابة عما 1899م وكان يجلس فيها أبناء المهدي . ظنت بريطانيا انها تهدد حكومتها على السودان ؛ لأن الناس يتجمعون بكثرة ولذلك اعدمو جميعا إلا عبد الرحمن المهدي لأنهو كان صغيرا. حركة عبد الكريم في 1901. وفي عام 1908م كانت حركة ود حبوبة بارض الحلاوين الذي تحدى اوامر الحكومة بعد إقامة تجمعات للأنصار وقتل مفتش المركز المسلمية البريطاني ومأمور القسم المصري . والذي أعدم شنقا في الكاملين وعلق جسده في حله مصطفى قرشي بالحلاوين فانتسب الأمن من بعد ذالك للحكم التركي المصري حتى نهاية الحرب العالمية الأولى
لطبيعة احتلال السودان النادرة جاءت الحركة الوطنية تحمل ملامح تلك الطبيعة فانقسم السودانيون إلى استقلاليين يريدون الاستقلال عن مصر والانضمام إلى دول التاج البريطاني، وإلى اتحاديين يريدون وحدة وادي النيل ودولة واحدة تحت التاج المصري.
وبما أن السودان قد إقتسمته الطائفية منذ أمد فإنها سارعت لتشارك في الوضع الجديد فقامت طائفة الأنصار برئاسة السيد عبد الرحمن المهدي باحتضان الأحزاب الاستقلاية وعلى رأسها حزب الامة، وقامت طائفة الختمية بزعامة السيد علي الميرغني باحتضان الأحزاب الاتحادية وعلى رأسها حزب الأشقاء (بعد اندماجه في «حزب الشعب الديمقراطي» ليصبح، الوطني الاتحادي )، ثم الحزب الاتحادي الديمقراطي. كما تنازعت مصر وبريطانيا هذه الأحزاب وبقوة وأخذت كل واحدة منهما تدعم من تراه يوافق مصالحها ويقترب من سياساتها.

## النضال ضد الاستعمار في الحركة الوطنية الحديثة
لقد كانت الحركة الوطنية السودانية ومنذ (نوادي الخريجين التي تاسست 1918)، ومرورا بـ مؤتمر الخريجين (1938)، منقسمة إلى ثلاثة أقسام: القسمان الكبيران اتجه كل منهما إلى طائفة من الطوائف الكبيرة (الختمية، الأنصار) وكان لكل منهما إتجاه سياسي إما (الوحدة مع مصر) وبدرجات متفاوتة بين الوحدة والاتحاد، والاتحاد الاسمي، وإما الاستقلال وبدرجات متفاوتة (استقلال تحت التاج البريطاني) أو ضمن (التعاون البريطاني). القلة فقط هي التي كانت ترفض هذا الاتجاه وتنادي بالاستقلال التام عن الدولتين.
فيما بعد، وبعد أن بدأ النشاط السياسي لمؤتمر الخريجين بمذكرته الشهيرة، ظهرت الانقسامات بصورة كبيرة ورويدا رويدا بدأت الحركات السياسية والأحزاب تنشأ بعيدا عن المؤتمر حتى أفرغت المؤتمر من عضويته وأضطر في عام1953 إلى أن ينتهي تلقائيا.
بدأ مؤتمر الخريجين حركته السياسية بارسال مذكرة إلى الحاكم العام في شأن الوضع في السودان وآفاق استقلاله ولقد جاءت المذكرة ضعيفة من حيث الشكل ومتهاونة وبلغت أن ختمها كاتبها ب (خادمكم المطيع)!! ومع هذا فإن الحكومة الإنجليزية رأت في المذكرة تطاولا وتدخلا من المؤتمر في أمر لا يعنيه ورأت الحكومة أن المؤتمر لا حق له في التحدث نيابة عن السودانيين خصوصا وأنه مؤتمرا للخريجين فقط لا غير.
يقول دوقلاس نيوبولد السكرتير الإداري إنه شرع منذ فبراير 1942 في دراسة وصياغة مقترحات بشأن إشراك السودانيين في الحكومتين المحلية والمركزية غير أن بعض العوامل تدخلت لتوقف عمله. وقد كان من بين هذه العوامل المذكرة التي رفعها المؤتمر للحاكم العام في 3أبريل 1942.
وفي 10سبتمبر 1942 تقدم نيوبولد بمذكرة إلى مجلس الحاكم العام بشأن إشراك السودانيين في الحكم. وقد تضمنت المذكرة عددا من التوصيات كان من بينها ما يلي:
1. إنشاء مجلس استشاري لشمال السودان.
2. التوسع في إنشاء مجالس مدن بسلطات تنفيذية واستقلال مالي.
3. إنشاء مجالس مديريات استشارية.
4. التوسع في استخدام السودانيين في الحكومة المركزية ولجان المديريات.
5. تسريع احلال السودانيين محل البريطانيين.

وقد أجاز مجلس الحاكم العام تلك التوصيات باعتبارها خطوات نحو الحكم الذاتي وانتقالا من سياسة الوصاية إلى سياسة المشاركة.
في 4نوفمبر 1945م قام حزب استقلالي آخر وهو الحزب الجمهوري ونشط في توزيع المنشورات وتحريك الجماهير ضد المستعمر.
بعدها بدأ الناس يؤمنون بفكرة الكفاح ضد الاستعمار وبدأت حملة الاعتقالات التي طالت رجال المؤتمر والأحزاب فيما بعد.

## نهاية الحكم الثنائي
كانت بريطانيا قد قطعت وعداً بإعطاء مستعمراتها حق تقرير المصير عقب انتهاء الحرب العالمية الثانية. وأصبحت الإدارة البريطانية تماطل في إنجاز هذا الوعد خصوصا وأنها كانت تخشى استئثار مصر بالسودان ولهذا فإنها لعبت دوراً كبيراً في تقوية الاتجاه الاستقلالي حتى استقطبت له أكبر رأس اتحادي وهو الرئيس إسماعيل الأزهري. 
في عام 1952 اندلعت ثورة يوليو بمصر وأطاحت بالحكم الملكي وبدأ الوضع السياسي يتغير في كل المنطقة. وفي يناير 1956 تم إعلان استقلال السودان رسميا جمهورية ديمقراطية مستقلة.